# Beyoncé (album)
Beyoncé este al cincilea album de studio al cântăreței americane Beyoncé. Albumul a fost lansat pe 13 decembrie 2013 prin Columbia Records și Parkwood. Albumul este considerat un album vizual, unde melodiile sunt însoțite de videoclipuri muzicale scurte neliniare care prezintă conceptele muzicale create în timpul producției albumului. Subiectul albumului sa centrat în jurul feminismului și a fost inspirat de dorința lui Beyoncé de libertate muzicală creativă.
Colaborarea cântăreței cu noi producători a dus la producerea de materiale mai experimentale din punct de vedere sonor, deoarece a combinat R&B contemporan cu muzica electronică modernă și alternativă. În toată această perioadă, melodiile albumului și videoclipurile muzicale au fost compuse în total secret. Lansată exclusiv pe ITunes fără nici un anunț sau promovare prealabilă, Beyoncé a debutat în vârful Billboard 200, precum și în alte câteva topuri din întreaga lume. A ajuns să fie un succes comercial, deoarece albumul a vândut peste 800.000 de copii în întreaga lume în primele trei zile, făcându-l cel mai rapid vândut album din istoria ITunes. Apoi a trecut 1 milion de copii în șase zile. Albumul a primit recenzii covârșitoare de pozitive din partea criticilor.

## Album vizual
Beyoncé s-a gândit pentru prima dată să creeze un album vizual în iunie 2013, când au fost finalizate doar trei sau patru melodii. Explicându-și motivațiile, el a spus că a legat adesea imagini, amintiri din copilărie, emoții și fantezii de melodiile pe care le compune și că „mi-am dorit ca oamenii să asculte melodiile cu povestea în cap, pentru că asta le face ale mele”. Ea a subliniat că experiența captivantă a albumului Thriller al lui Michael Jackson a fost principala influență pentru crearea unui proiect în care „oamenii ar auzi lucrurile altfel și [...] ar putea vedea întreaga viziune a albumului”.

## Recepție critică
Beyoncé a primit o largă apreciere din partea criticilor muzicali, obținând nota de 85/100 la Metacritic, pe baza a 34 de recenzii. Criticii au lăudat în general îndrăzneala cântăreței atât în teme, cât și în muzică, precum și au subliniat imaginile și lansarea surpriză fără nicio promovare; mulți au adăugat că este capodopera carierei ei și punctul de cotitură.
Explorarea sexualității de către album a fost deosebit de salutată de recenzori. Criticul de la New York Times, Jon Pareles, a descris pasajele ca fiind „etereice și elegante, pline de isprăvi erotice și voci fierbinți”, menționând că „din când în când, pentru variație, ele devin vulnerabile, pline de compasiune sau purtătoare de mesaje feministe”.  Scriind pentru Pitchfork Media, Jillian Mapes o definește pe Beyoncé „Talentul lui Michael Jackson s-a întâlnit cu perfecționismul pop într-un moment care a definit întreruperea ciclului albumului [și] o tură a victoriei a lui Bey ca zeița dominantă a feminismului pop”.

## Lista pieselor
1. „Pretty Hurts” – 4:17
2. „Haunted” – 6:09
3. „Drunk in Love” (cu Jay-Z) – 5:23
4. „Blow” – 5:09
5. „Angel” – 3:48
6. „Partition” – 5:19
7. „Jealous” – 3:04
8. „Rocket” – 6:31
9. „Mine” (cu Drake) – 6:18
10. „XO” – 3:35
11. „***Flawless” (cu Chimamanda Ngozi Adichie) – 4:10
12. „Superpower” (cu Frank Ocean) – 4:36
13. „Heaven” – 3:50
14. „Blue” (cu Blue Ivy) – 4:26

Beyoncé (ediția de platină) / Beyoncé (More Only)
1. „7/11" – 3:33
2. „Flawless Remix” – 3:54
3. „Drunk in Love ” (Remix)  – 6:35
4. „Ring Off” – 3:00
5. „Blow” (Remix) – 5:09
6. „Standing on the Sun” (Remix) – 4:33

DVD
1. „Pretty Hurts”
2. „Ghost”
3. „Haunted”
4. „Drunk in Love” (cu Jay-Z)
5. „Blow”
6. „Angel”
7. „Yoncé”
8. „Partition”
9. „Jealous”
10. „Rocket”
11. „Mine” (cu Drake)
12. „XO”
13. „*** Flawless” (cu Chimamanda Ngozi Adichie)
14. „Superpower” (cu Frank Ocean)
15. „Heaven”
16. „Blue” (cu Blue Ivy)
17. „Grown Woman”